# Eupanacra dohertyi
Eupanacra dohertyi är en fjärilsart som beskrevs av Rothschild 1894. Eupanacra dohertyi ingår i släktet Eupanacra och familjen svärmare. Inga underarter finns listade i Catalogue of Life.